# 1-Нафтиламин
1-Нафтиламин (α-нафтиламин, 1-аминонафталин) — органическое соединение с химической формулой C10H9N, аминопроизводное нафталина, один из двух возможных изомеров нафтиламина. Белые кристаллы с неприятным запахом. Применяется в органическом синтезе и микроскопии.

## Свойства
Белый порошок из кристаллов, может иметь розовый или жёлто-розовый оттенок, краснеет под действием воздуха и света, горюч. Обладает неприятным запахом и горько-жгучим вкусом. Молярная масса 143,19 г/моль, плавится при 50 °C, кипит при 300,8 °C. Легко растворим в ацетоне, диэтиловом эфире, этаноле, неорганических кислотах. Плохо растворим в воде.
Реагирует с неорганическими кислотами, образуя стойкие соли.

## Получение
Синтезируют из 1-нитронафталина реакцией каталитического восстановления с использованием никеля или меди в качестве катализатора, либо восстанавливают дисульфидом натрия.

## Применение
В химической промышленности используют для производства азокрасителей, пигментов, 1-нафтола и других соединений.
Используют в гистохимии для обнаружения щелочной фосфатазы как азосоставляющую в реакции образования красителя.